# Natriumhexafluoroantimonat(V)
Natriumhexafluoroantimonat, Na[SbF6] ist das Natrium-Salz der Supersäure Hexafluorantimonsäure.

## Eigenschaften
Natriumhexafluoroantimonat ist ein beiges Pulver. Es hat einen Schmelzpunkt von 1360 °C und lässt sich sehr gut in Wasser lösen.

## Sicherheitshinweise
Beim Inhalieren oder Verschlucken wirkt die Verbindung giftig.
Bei der Verbrennung kann Fluorwasserstoff, Natriumoxid und Antimonoxide entstehen. Starke Säuren und Oxidationsmittel können heftige Reaktionen mit Natriumhexafluoroantimonat verursachen.